# Боровики (Гомельская область)
Боровики (бел. Баравікі́) — агрогородок в Светлогорском районе Гомельской области Республики Беларусь. Административный центр Боровиковского сельсовета.

## География

### Расположение
В 13 км на юго-восток от Светлогорска, 15 км от железнодорожной станции Светлогорск-на-Березине (на линии Жлобин — Калинковичи), 95 км от Гомеля.

### Гидрография
На западе канал Боровиковский, соединённый с рекой Сведь (приток реки Березины), на востоке сеть мелиоративных каналов.

## Транспортная сеть
На автодороге Р82 Паричи — Речица. Транспортное сообщение с г. Светлогорск и близлежащими деревнями.
Согласно письменным источникам известна с XVIII века как селение в Речицком повете Минского воеводства Великого княжества Литовского, во владении Потоцких, затем Масальских.
После 2-го раздела Речи Посполитой с 1793 года в составе Российской империи. В 1850 году во владении помещика Адамовича. В 1879 году обозначена в числе селений Якимовослободского церковного прихода. Согласно переписи 1897 года в Якимовослободской волости Речицкого уезда Минской губернии.
С 8 декабря 1926 года центр Боровиковского сельсовета Горвальского, с 4 августа 1927 года Речицкого районов Речицкого, с 9 июня 1927 года до 26 июля 1930 года Гомельского округов, с 5 апреля 1935 года Паричского, с 29 июля 1961 года Светлогорского районов, с 20 февраля 1938 года Полесской, с 20 сентября 1944 года Бобруйской, с 8 января 1954 года Гомельской областей.
В 1930 году организован колхоз «1 Мая», работала кузница. В 1930-е годы 11 жителей были репрессированы. Во время Великой Отечественной войны в 1943 году в боях за освобождение деревни и окрестности погибли 513 советских солдат (похоронены в братской могиле в сквере). Значительная их часть — солдаты 18-го стрелкового корпуса 65-й армии. Согласно переписи 1959 года центр КСУП «Боровики». Расположены лесничество, комбинат бытового обслуживания, средняя школа, Дом культуры, библиотека, фельдшерско-акушерский пункт, детский сад, отделение связи, столовая, 2 магазина.
В состав Боровиковского сельсовета до 1939 года входили (в настоящее время не существующие) посёлок Летнеозёрск, хутора Остапов Хутор, Осташов Хутор, Бородичёв Хутор, Борисенков Хутор, Бруквелёв Хутор, Галичский Остров, Местечко, Горкуш Хутор, Гиндриков Хутор, Губаров Хутор, Захарев Хутор, Кондратиев Хутор, Корбутов Хутор, Костиков Хутор, Красная Нива, Кудвар, Макаров Хутор, Маврин Хутор, Метелев Хутор, Мищанков Хутор, Надьма, Покоёвчиков, Пармонов Хутор, Пастушэнков Хутор, Рябой Немец, Романчиков Хутор, Струбец, Селец, Турдалев Хутор, Феодосиев Хутор, Юрков Хутор. Жители переселились в другие места, и эти посёлки и хутора перестали существовать.

## Население

### Численность
- 2004 год — 443 двора, 764 жителя

### Динамика
- 1795 год — 32 двора
- 1897 год — 43 двора, 265 жителей (согласно переписи)
- 1959 год — 918 жителей (согласно переписи)
- 2004 год — 443 двора, 764 жителя

## Культура
- Дом культуры

## Достопримечательность
- Братская могила (1943) —  Историко-культурная ценность Республики Беларусь, шифр 313Д000747

## Известные уроженцы
- И. Ф. Хмарун — Герой Социалистического Труда[1]